# Atuna excelsa

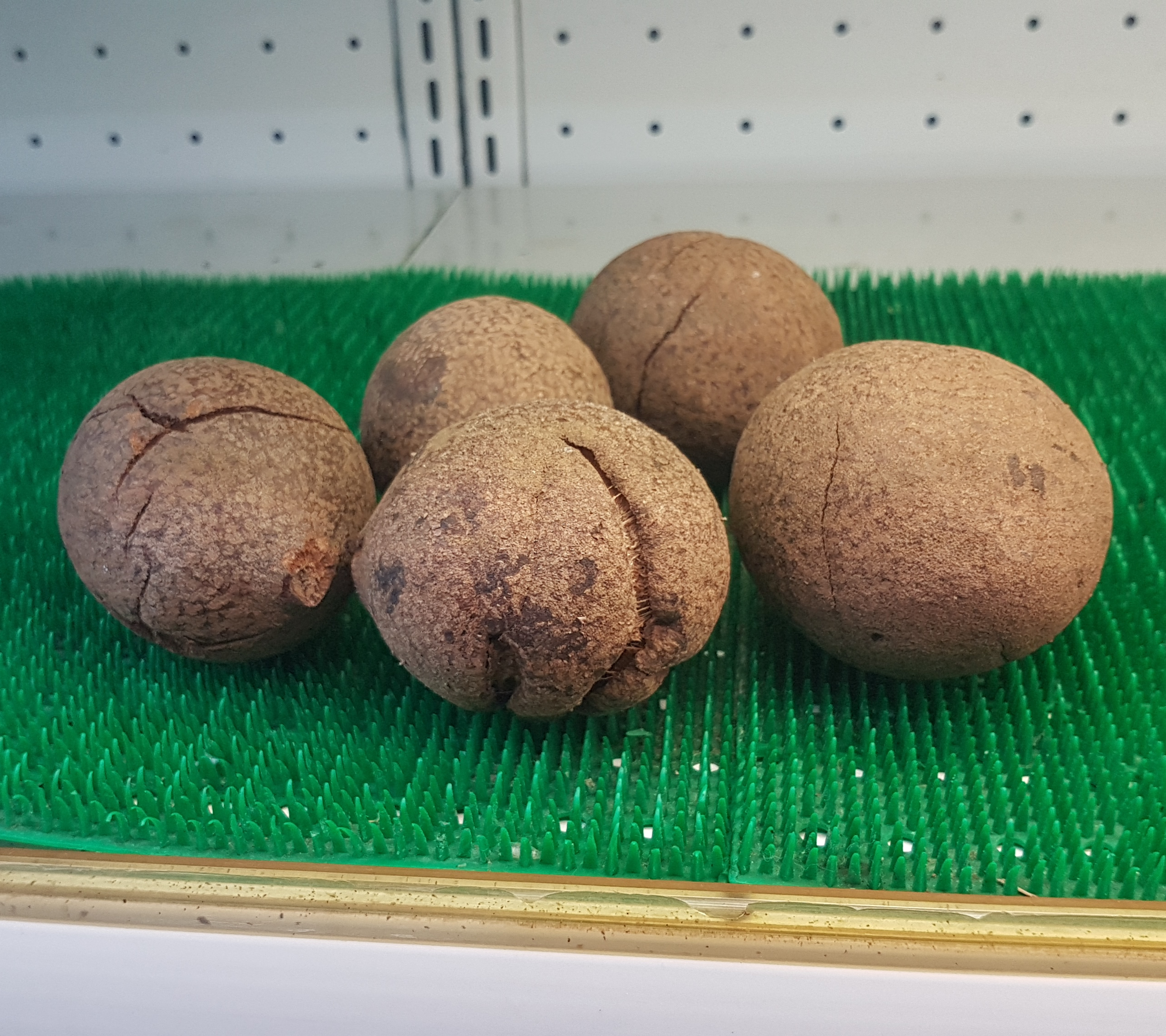
Früchte

Atuna excelsa (Syn.: Atuna racemosa) ist ein Baum in der Familie der Goldpflaumengewächse aus Südostasien, Borneo bis nach Melanesien und Polynesien, Tonga, Samoa.

## Beschreibung
Atuna excelsa wächst als immergrüner Baum bis zu 45 Meter hoch. Teils werden höhere Brettwurzeln oder Riffelungen am Stamm gebildet. Der Stammdurchmesser erreicht über 100 Zentimeter.
Die einfachen und kurz gestielten Laubblätter sind wechselständig. Sie sind eiförmig bis elliptisch, länglich oder lanzettlich, bis zu 35 Zentimeter lang, ganzrandig, meist zugespitzt bis spitz, meist kahl und mehr oder weniger ledrig. Die Basis ist abgerundet bis leicht herzförmig. Die ober- und vor allem unterseits erhabene Nervatur ist papillös, schuppig. Es sind unterseits an der Basis, auf der ober- und unterseits erhabenen Mittelader, zwei Drüsen vorhanden. Es sind größere, mehr oder weniger haltbare, gekielte Nebenblätter vorhanden.
Es werden achselständige, kurze, behaarte Trauben oder kleine Rispen gebildet. Die weißen bis bläulichen, sehr kurz gestielten und fünfzähligen Blüten sind zwittrig mit doppelter Blütenhülle. Es ist ein becher- bis verkehrt-kegelförmiger, beidseits und am Schlund behaarter, bis 1 Zentimeter langer Blütenbecher vorhanden. Die Kelchblätter sind beidseits fein behaart. Die ungleichen, bis 1 Zentimeter langen Petalen sind eiförmig. Es sind bis zu 20 einseitig angeordnete, an der Basis verwachsene, vorstehende Staubblätter und gegenüber kleine, ringförmig verwachsene, zähnchenförmige Staminodien vorhanden. Der oberständige, behaarte und zweikammerige Fruchtknoten sitzt am oberen Rand des Blütenbechers auf der Seite der Staubblätter. Der lange, gynobasische und pfriemliche Griffel ist im unteren Teil behaart, mit kleiner Narbe.
Die kugeligen bis eiförmigen oder ellipsoiden und schorfigen, kahlen, dickschaligen, trockenen, fibrösen, einsamigen Steinfrüchte sind bräunlich und bis 7,5 Zentimeter groß. Dass relativ dünne, harte Endokarp ist innen fein behaart. Die Samen sind bis 5 Zentimeter groß, mit furchig-faltigen, großen Kotyledonen.

## Taxonomie
Das Basionym Petrocarya excelsa wurde 1822 von William Jack erstbeschrieben. Die Art wurde dann 1969 von A. J. G. H. Kostermans, aufgrund eines Neotypus, in die Gattung Atuna als Atuna excelsa gestellt. 1989 dann fälschlich von G. T. Prance neu als Synonym einer Subspezies von Atuna racemosa Raf. von 1838, eingeteilt. Nun hat aber das Basionym Petrocarya excelsa von 1822 Vorrang. Allerdings ist kein Material (Holotypus) für Petrocarya excelsa Jack vorhanden. Es wurde dann 2019 ein neuer Epitypus ausgewählt, weil für Atuna racemosa auch nur eine Illustration von Rumphius vom Ende des 17. Jh., postum 1741, vorhanden ist und die Art dann als Atuna excelsa bestätigt. Es sind einige Synonyme bekannt, z. B. Atuna racemosa Raf., Atuna villamilii (Merr.) Kosterm., Chrysobalanus racemosus Roxb., Ferolia asperula (Miq.) Kuntze, Parinari laurina A.Gray (als Parinarium laurinum), Parinari glaberrima (Hassk.) Hassk. (als Parinarium glaberrimum), Quercus litoralis Blume, Cyclandrophora excelsa (Jack) Kosterm. oder Parinari elata King u. a.

## Verwendung
Die zerquetschten Samen bzw. Kotyledonen sind roh essbar. Aus den Samen kann ein duftendes Öl erhalten werden, welches als Haarpflegemittel oder zur Massage Verwendung findet. Der gestampfte Samenkern wird auch zum Abdichten vom Booten oder Kürbisflaschen und Körben verwendet. Das Öl enthält überwiegend die mehrfach ungesättigten Fettsäuren α-Parinarsäure und  α-Eleostearinsäure.
Das Holz ist recht hart und schwer aber nicht besonders beständig.